# 圆伊
圆伊，日本大和绘画家，其生平细节待考，约为宗教画家。他的名字出现在《一遍上人绘传》画卷（描绘一遍上人的生平的著名作品。）的铭文之中。